# Ільяшов Олександр Авксентійович
Олекса́ндр Авксе́нтійович Ільяшо́в (11 березня 1952) — український воєначальник, доктор військових наук, професор, генерал-майор.

## Життєпис
Закінчив середню школу, військове училище, військову академію імені Ф. Е. Дзержинського. Службу проходив на командних посадах у РВСП СРСР.
З 8 вересня 1986 року — командир 541-го ракетного полку (сел. Меджибіж) 19-ї ракетної дивізії 43-ї ракетної армії.
З 7 грудня 1990 року — начальник штабу, заступник командира 19-ї ракетної дивізії (м. Хмельницький).
З 9 серпня 1994 по 22 березня 2000 року — командир 46-ї ракетної дивізії (м. Первомайськ).
Працював у науково-дослідному інституті ГУР МО України, згодом — головний науковий співробітник Центрального науково-дослідного інституту Збройних Сил України.
Мешкає у Києві.

## Нагороди
Нагороджений орденами «За заслуги» 2-го (03.12.2008) та 3-го ступенів, орденом Червоної Зірки і медалями, у тому числі «Захиснику Вітчизни» (17.02.2000).